# Kępa Redłowska
Kępa Redłowska, kašubsky Redłowskô Kãpa, je přímořskou východní části čtvrti Redłowo města Gdyně. Nachází se na Kašubském pobřeží Gdaňského zálivu Baltského moře v Pomořském vojvodství v Severním Polsku.

## Další informace
Kępa Redłowska se nalézá na morénovém valu, pozůstatku z doby ledové. Podstatnou plochu Kępy Redłowské zabírá cenná pobřežní přírodní rezervace Rezerwat Przyrody Kępa Redłowska. Během druhé světové války zde byly postavemy vojenská opevnění. Místem také vedou turistické stezky a cyklostezky.

## Galerie

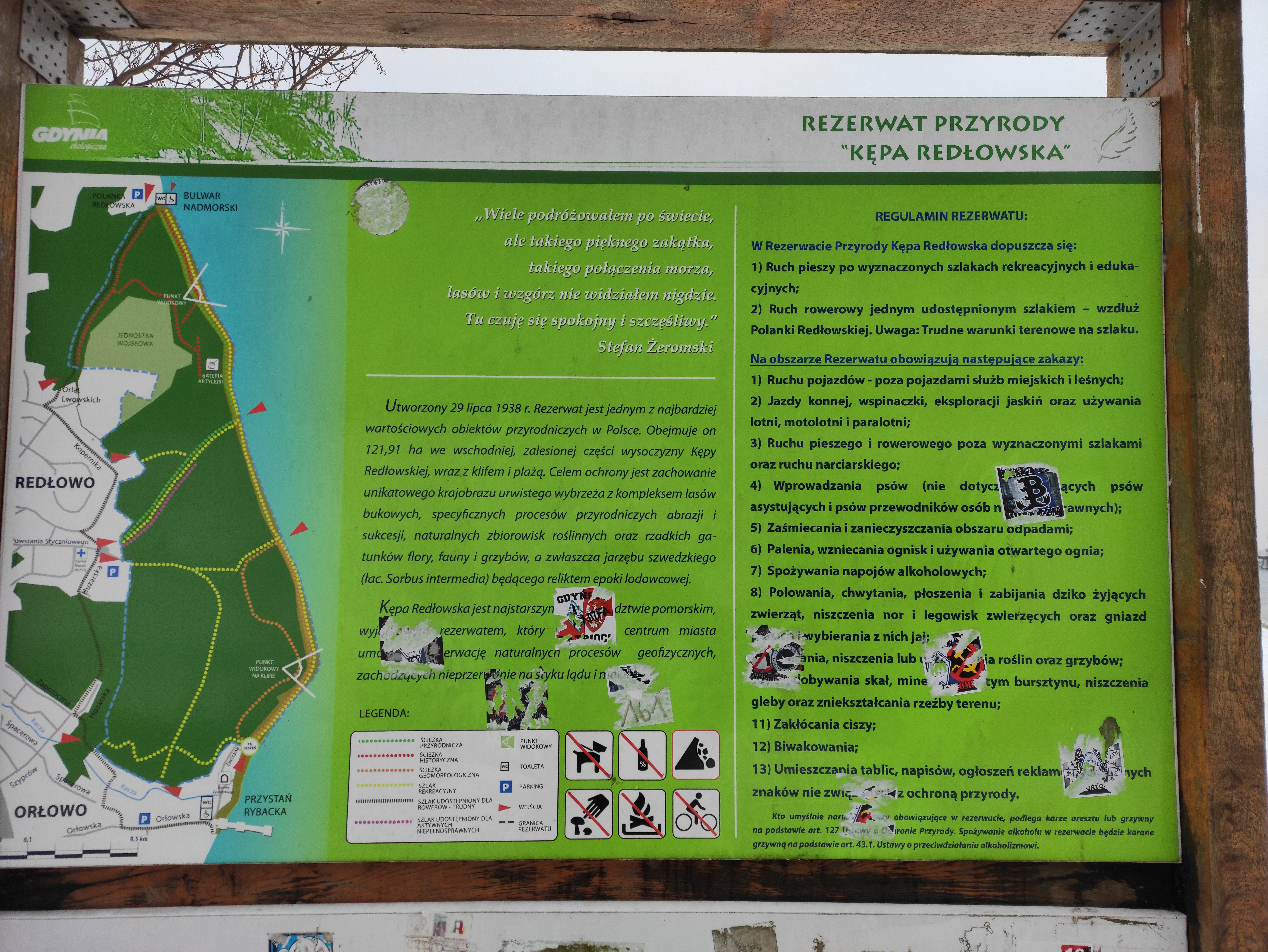
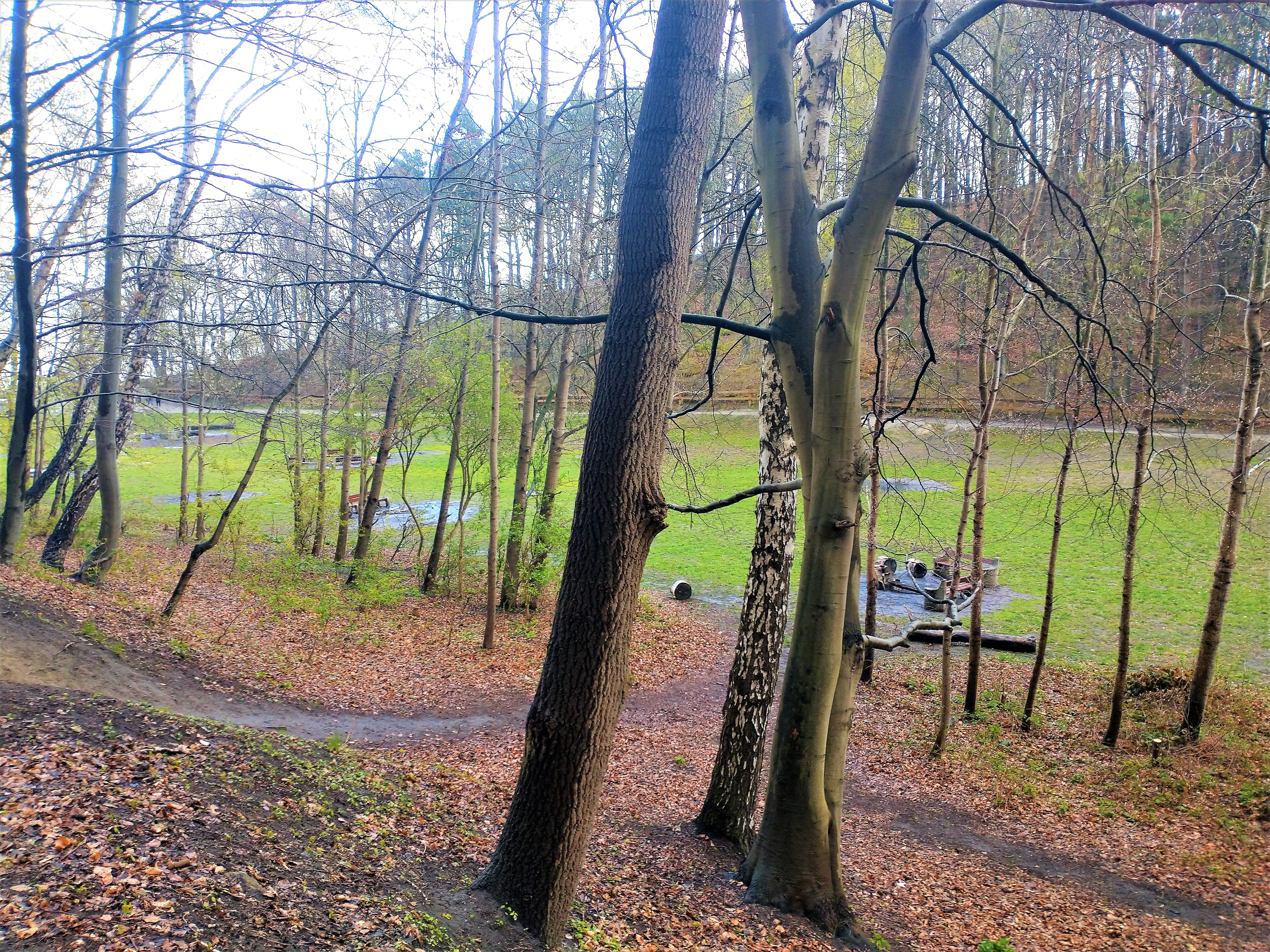
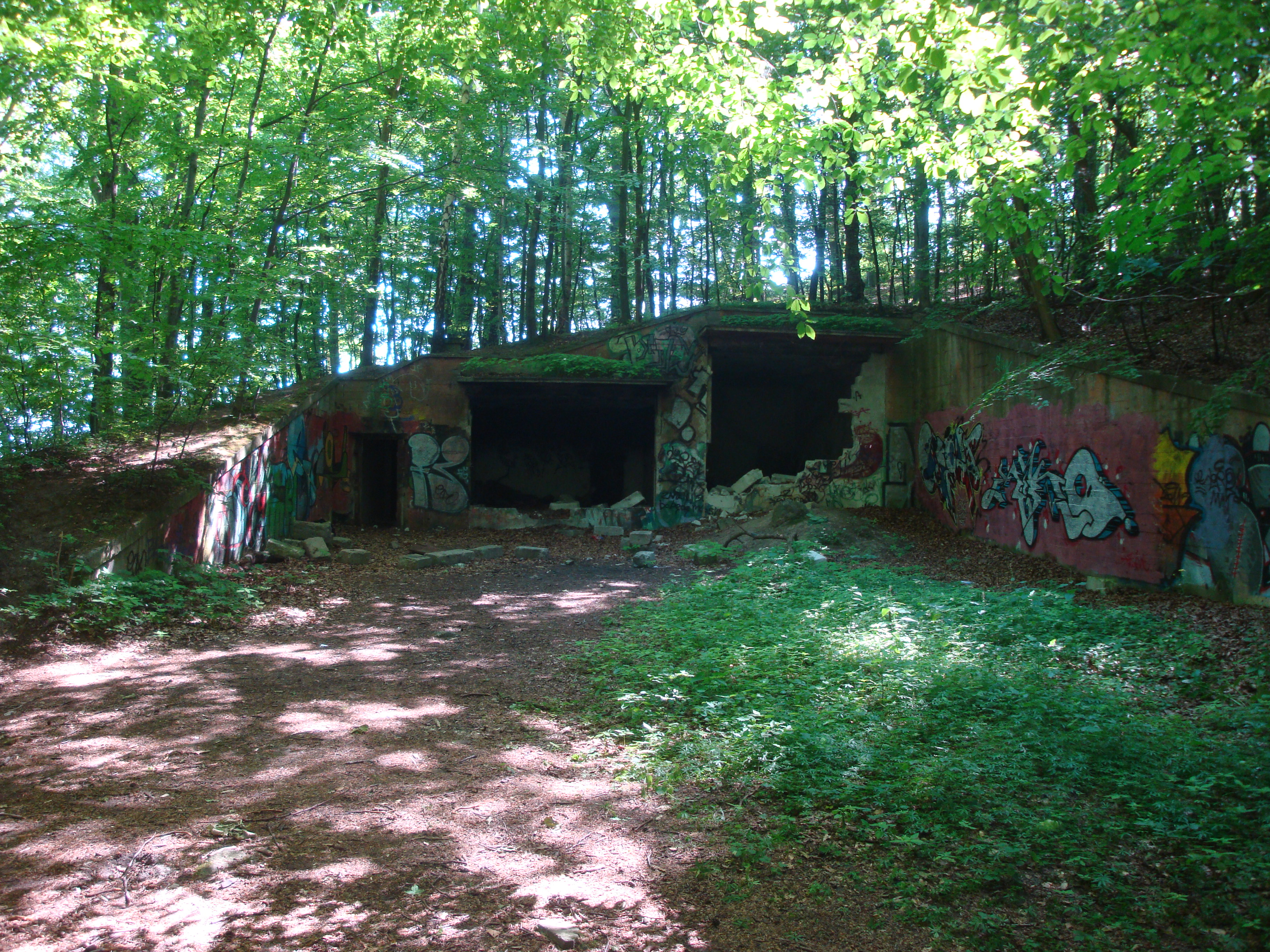
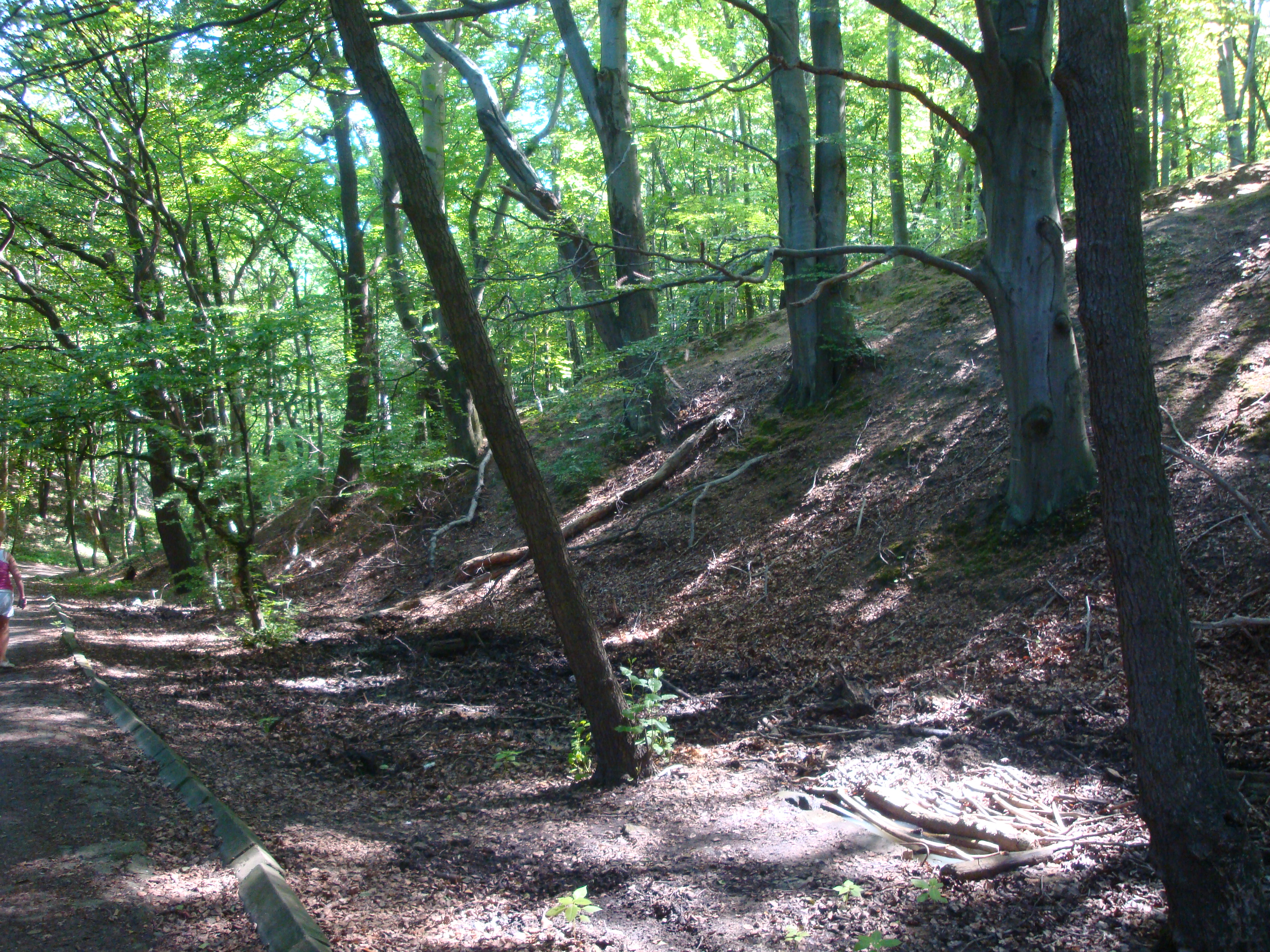
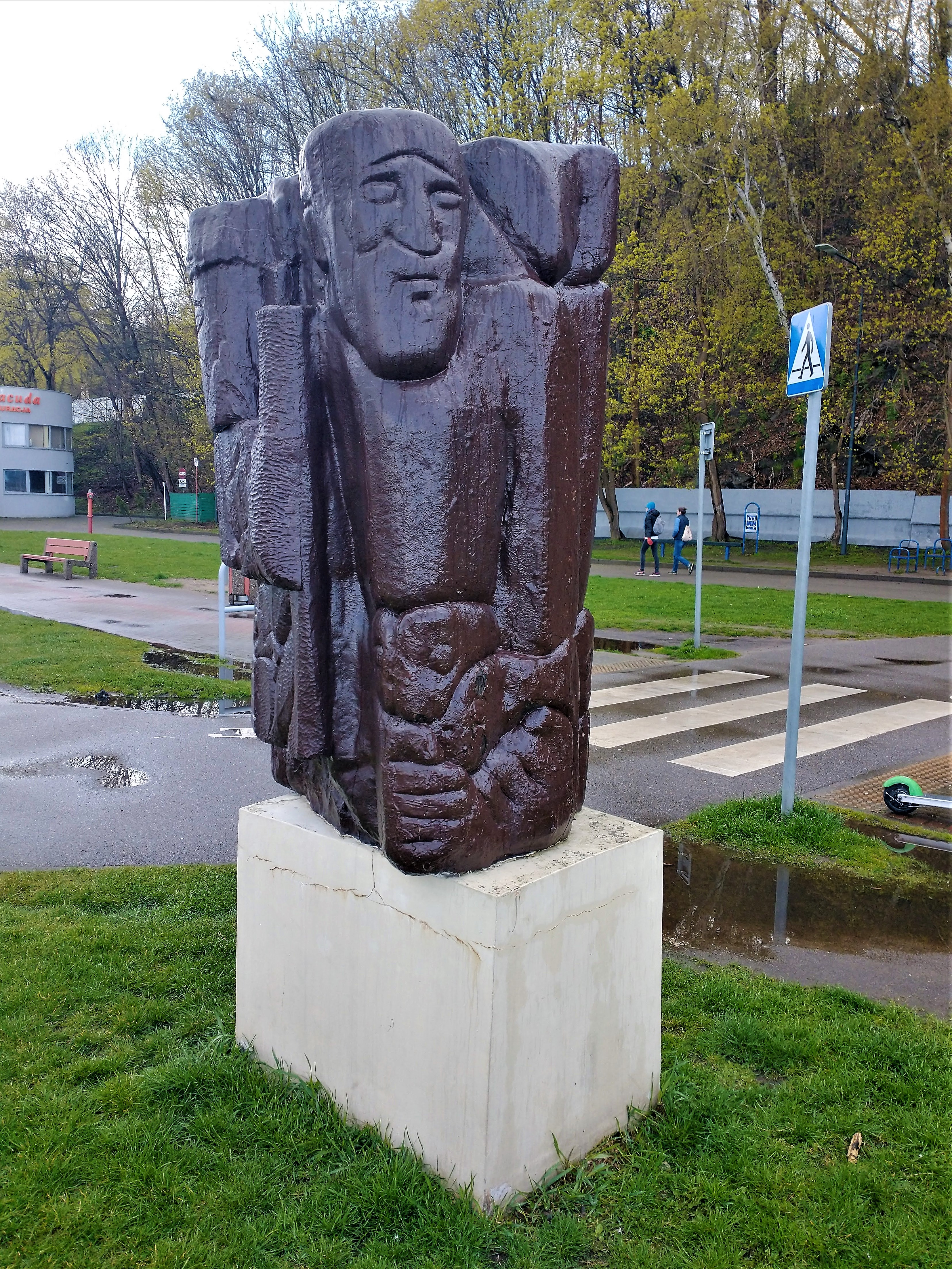